# Horst Seehofer
Horst Seehofer (Ingolstadt, 4 de julho de 1949) é um político alemão, desde março de 2018 o ministro do Interior alemão e presidente da CSU. Foi presidente interino da Alemanha, em 2012.
Foi governador do Estado Federal da Baviera, que governa a partir dos seus gabinetes em Munique.
Foi entre 1992 e 1998 ministro da Saúde e entre 2005 e 2008 ministro da Nutrição, Agricultura e Defesa do Consumidor do Governo Merkel I.